# Oscar Crucke
Oscar Crucke, bijgenaamd Kampioen, is een personage uit de sitcom F.C. De Kampioenen. Oscar werd gespeeld door Carry Goossens, werd bedacht door Luc Beerten en was een vast personage van 1990 tot 1993 (van reeks 1 tot en met reeks 4). Hij was de primaire protagonist als café-uitbater en trainer van F.C. De Kampioenen.
Oscar zou (in navolging van DDT in reeks 20) weer even terugkeren in reeks 21. Na onderhandelingen met vertolker Carry Goossens werd dit plan echter opgeborgen. Hij verschijnt wel één keer (weliswaar onofficieel) op de trouw van Bieke in De rode loper-special omtrent 15 jaar F.C. De Kampioenen, waarin Bieke al roepend "Papa", naar hem toeloopt.
In 2015 verscheen Oscar in de film F.C. De Kampioenen 2: Jubilee General!, waarin Marc en Xavier hem terugvinden als monnik in Thailand. Oscar kwam ook voor in de derde film, F.C. De Kampioenen 3: Kampioenen Forever, in de vierde film F.C. De Kampioenen 4: Viva Boma kwam Oscar ook even terug.

## Personage
Oscar Crucke was in zijn jeugd een gevierd voetballer. In 1969 speelde hij zelfs één keer voor de beloftes van de Rode Duivels tegen Zambia. Hij schopte echter in de laatste minuut de bal in eigen doel en werd uit de ploeg gezet ("Cinema, cinema"). Eveneens in 1969 moest hij verplicht trouwen met zijn vriendin Pascale De Backer, omdat zij intussen zwanger was ("De nieuwe kampioen"). Zij kregen samen een dochter, Bieke Crucke. Oscar werd café-uitbater van de kantine van F.C. De Kampioenen en trainer van de club. Wanneer hij juist trainer werd, is niet bekend. Het is wel bekend dat hij weigerde om de beenhouwerij van zijn vader over te nemen om trainer te worden, zeer tegen de zin van zijn vader ("Love story"). Oscar verloor deze functie af en toe ("Crisis" met cliffhanger "Voetbalploeg zoekt trainer" en "F.C. Championettes"), maar wist ze steeds terug te winnen, soms met medewerking van zijn spelers. Hij huurde zijn huis, dat verbonden is aan de kantine, van de voorzitter van de club Balthazar Boma.
Oscar had het niet gemakkelijk in zijn leven. Hij verloor zijn moeder op jonge leeftijd en hij kwam slecht overeen met zijn vader ("Weekend aan zee" en "Love story"). Hij maakte voortdurend ruzie met zijn vrouw, onder andere door zijn eeuwige passie voor voetbal, en zijn puberende dochter ("Crisis", "Naar Amerika", "De ooievaar", "Cinema, cinema" en "Bieke solo"). Ook kwam hij vaak in de clinch te liggen met de voorzitter van de club en ook met de spelers klikte het niet altijd fantastisch. Financieel had hij het ook niet altijd even eenvoudig, waardoor hij vaak te laat was met de huur van zijn huis ("Koopjes").
In 1993 reisde hij dan zijn vader Amedee na naar Tenerife nadat deze een relatie had gekregen met Georgette Verreth en keerde hij niet meer terug. Dit laatste scenario is een aangepaste versie. In de originele uitzending werd Oscar met een verdwijntruc weg gegoocheld door Xavier in de kantine van De Kampioenen. Maar omdat verschillende kijkers dit een te absurd einde vonden, werd er ook meteen een tweede versie opgenomen, waarbij Oscar naar Tenerife vertrok. De aflevering met het originele einde werd maar één keer uitgezonden in de serie en nog één keer vertoond in het zomerprogramma Villa Vanthilt. De huidige versie kreeg een plaats op de dvd-boxen en in de heruitzendingen. De originele is niet te zien op de uitgebrachte dvd's.
Hij werd na zijn vertrek lid van de Hare Krishnabeweging in Kathmandu en liet nooit meer iets van zich horen. Later wordt hij monnik en verblijft hij in een tempel in Thailand. Pascale, die nooit officieel gescheiden was van Oscar, liet hem doodverklaren toen ze ging trouwen met Maurice de Praetere.
In 2015 bestaan De Kampioenen 25 jaar. Om dit te vieren reizen Marc en Xavier naar Thailand om Oscar te overhalen om terug te komen voor het feest. Oscar besluit om mee te gaan, maar niet iedereen is blij met zijn terugkeer. Het is een pijnlijk weerzien met Pascale en Oscar heeft moeite om te aanvaarden dat ze hertrouwd is. Ook met Pol De Tremmerie, de man die intussen zijn plek als trainer ingenomen heeft, klikt het niet. Later wordt duidelijk dat Oscar de biologische vader is van Ronald Decocq. Hij leerde Goedele Decocq kennen op de luchthaven van Düsseldorf, de avond dat hij naar Thailand vertrok. Uiteindelijk lijkt iedereen de terugkeer van Oscar te aanvaarden en Oscar zelf besluit om in België te blijven. Hij neemt zijn intrek bij Marc en Bieke en wordt hulptrainer van de ploeg.
Wanneer de Kampioenen in 2017 naar Zuid-Afrika vertrekken om nieuwe spelers te zoeken, begint Oscar een relatie met de moeder van hun jonge gids. In overleg met Bieke en Ronald, besluit hij uiteindelijk om in Afrika te blijven wonen. Hij wordt er ook trainer van de lokale voetbalploeg, waarmee hij, volgens de epiloog van de derde film, alsnog successen boekt. In 2019 trouwt Ronald met Nikki de Tremmerie. Als verrassing reist Oscar, samen met zijn nieuwe vrouw Gratienne, terug naar België voor het huwelijksfeest.
De spelers van de ploeg noemden hem steevast "De Kampioen".

## Familie
- Oscar is in 1969 verplicht getrouwd met Pascale De Backer. Eén maand na hun huwelijk kregen ze een dochter, Bieke Crucke.
- De vader van Oscar, Amedee (Roger Bolders) dook in 1 aflevering op (Seizoen 04 episode 13 - Love Story). Hij ging er in deze episode vandoor met de moeder van DDT.
- De moeder van Oscar Crucke kwam nooit voor in de serie. We weten dat ze overleden is in 1988. Crucke zegt in reeks 3 (1992) namelijk dat zijn moeder dan al 4 jaar dood is.
- Oscar is de biologische vader van Ronald Decocq.

### Stamboom
|                |                |                |                |                   |                   | ?                 | ?                 | ?                 | ?                 | ?            | ?            |              |              |              |              |               |               | Amedee Crucke | Amedee Crucke | Amedee Crucke  | Amedee Crucke  | Amedee Crucke  | Amedee Crucke  |                   |                   |                   |                   |                   |                   |  |  |
|                |                |                |                |                   |                   | ?                 | ?                 | ?                 | ?                 | ?            | ?            |              |              |              |              |               |               | Amedee Crucke | Amedee Crucke | Amedee Crucke  | Amedee Crucke  | Amedee Crucke  | Amedee Crucke  |                   |                   |                   |                   |                   |                   |  |  |
|                |                |                |                |                   |                   |                   |                   |                   |                   |              |              |              |              |              |              |               |               |               |               |                |                |                |                |                   |                   |                   |                   |                   |                   |  |  |
|                |                |                |                | Pascale De Backer | Pascale De Backer | Pascale De Backer | Pascale De Backer | Pascale De Backer | Pascale De Backer |              |              | Oscar Crucke | Oscar Crucke | Oscar Crucke | Oscar Crucke | Oscar Crucke  | Oscar Crucke  |               |               | Goedele Decocq | Goedele Decocq | Goedele Decocq | Goedele Decocq | Goedele Decocq    | Goedele Decocq    |                   |                   |                   |                   |  |  |
|                |                |                |                | Pascale De Backer | Pascale De Backer | Pascale De Backer | Pascale De Backer | Pascale De Backer | Pascale De Backer |              |              | Oscar Crucke | Oscar Crucke | Oscar Crucke | Oscar Crucke | Oscar Crucke  | Oscar Crucke  |               |               | Goedele Decocq | Goedele Decocq | Goedele Decocq | Goedele Decocq | Goedele Decocq    | Goedele Decocq    |                   |                   |                   |                   |  |  |
|                |                |                |                |                   |                   |                   |                   |                   |                   |              |              |              |              |              |              |               |               |               |               |                |                |                |                |                   |                   |                   |                   |                   |                   |  |  |
| Marc Vertongen | Marc Vertongen | Marc Vertongen | Marc Vertongen | Marc Vertongen    | Marc Vertongen    |                   |                   | Bieke Crucke      | Bieke Crucke      | Bieke Crucke | Bieke Crucke | Bieke Crucke | Bieke Crucke |              |              | Ronald Decocq | Ronald Decocq | Ronald Decocq | Ronald Decocq | Ronald Decocq  | Ronald Decocq  |                |                | Niki De Tremmerie | Niki De Tremmerie | Niki De Tremmerie | Niki De Tremmerie | Niki De Tremmerie | Niki De Tremmerie |  |  |
| Marc Vertongen | Marc Vertongen | Marc Vertongen | Marc Vertongen | Marc Vertongen    | Marc Vertongen    |                   |                   | Bieke Crucke      | Bieke Crucke      | Bieke Crucke | Bieke Crucke | Bieke Crucke | Bieke Crucke |              |              | Ronald Decocq | Ronald Decocq | Ronald Decocq | Ronald Decocq | Ronald Decocq  | Ronald Decocq  |                |                | Niki De Tremmerie | Niki De Tremmerie | Niki De Tremmerie | Niki De Tremmerie | Niki De Tremmerie | Niki De Tremmerie |  |  |
|                |                |                |                |                   |                   |                   |                   |                   |                   |              |              |              |              |              |              |               |               |               |               |                |                |                |                |                   |                   |                   |                   |                   |                   |  |  |
|                |                |                |                | Paulien Vertongen |                   |                   |                   |                   |                   |              |              |              |              |              |              |               |               |               |               |                |                |                |                |                   |                   |                   |                   |                   |                   |  |  |

## Uiterlijke kenmerken
- Grijs haar, kaal bovenaan
- Wit hoedje met een voetbal en voetbalschoen vooraan

## Catchphrases
- "Pascalleke, begint nie hé!"
- "Miljaarde, hé!"
- "Komaan mannekes! Bewegen, bewegen, bewegen!"
- "Oei, oei!"
- "Smalle" (tegen Marc Vertongen sinds diens relatie met Bieke in reeks 4).
- "Geestig, heel geestig!"

## Trivia
- Luc Beerten, een van de bedenkers van F.C. De Kampioenen, verklaarde dat Oscars persoonlijkheid werd gebaseerd op café-uitbater René Artois uit de Britse komische reeks 'Allo 'Allo!.[1]
- In een van de vijf nieuwjaarsspecials van De Rode Loper op Eén, waarvan twee over De Kampioenen, werd bekend dat het niet duidelijk was of Carry Goossens DDT of Oscar zou spelen. Hetzelfde gold voor Jacques Vermeire.
- Na de derde Kampioenenfilm zei Carry Goossens dat hij Oscar niet meer ging spelen. Toch dook hij uiteindelijk op in een kleine scène op het einde van de vierde film.
- Oscar vertrekt in beide beruchte versies van Love Story op nogal mythische wijze. Scenarist Frank Van Laecke verklaarde dat hij niet opgezet was met het vertrek van acteur Carry Goossens. Hij was zo gedegouteerd dat hij eerst een surrealistisch einde schreef en vervolgens een tweede zonder te veel franjes. Oscar trekt prompt de deur van het café achter zich dicht, slechts de woorden Mannekes, als ge mij nodig hebt, ik ben in Tenerife uitend.[4]